# Феи: Тайна зимнего леса
«Феи: Тайна зимнего леса» (англ. Secret of the Wings, дословно — «Секрет крыльев») — компьютерный полнометражный анимационный фильм, основанный на диснеевской франшизе о феях и созданный компанией DisneyToon Studios. Четвёртая часть серии.

## Сюжет
Однажды, вызвавшись помочь Фауне отвести животных в Зимний Лес, Динь-Динь пересекает границу между осенью и зимой. В этот момент крылышки за её спиной неожиданно начинают сиять. Фауна вытаскивает подругу оттуда, ведь феям тёплых времён года нельзя заходить на территорию Зимнего Леса (так же как и феям зимы — к ним), иначе их крылья сломаются, а без крыльев феи не смогут летать. Вылечиться от этого невозможно, как считалось до этого.
Решив выяснить, почему сияли её крылья, Динь отправляется в библиотеку. Но, увы, нужная ей страница была съедена книжным червём, и единственный, кто может объяснить ей природу этого явления — Хранитель, проживающий в Зимнем Лесу. Тогда фея решается на отчаянный шаг: она шьёт себе тёплую шубку и тайно отправляется в Зимний Лес. Помимо причины сияния, Динь узнаёт и то, что у неё есть сестра по имени Незабудка, очень похожая на неё.

## Роли озвучивали
| Актёр         | Роль        |
| ------------- | ----------- |
| Мэй Уитман    | Динь-Динь   |
| Люси Хейл     | Незабудка   |
| Тимоти Далтон | лорд Милори |
| Джефф Беннетт | Дьюи        |
| Люси Лью      | Серебрянка  |
| Рэйвен-Симоне | Иридесса    |

Большая часть актёров озвучивания сохранилась от предыдущих фильмов, но были также привлечены несколько новых участников.

## Русский дубляж
- Анна Бегунова — Динь-Динь[7]
- Юлия Довганишина — Незабудка[7]
- Ирина Рахманова — Розетта[7]
- Елена Великанова — Видия[7]
- Ольга Арнтгольц — Серебрянка[7]
- Анастасия Цветаева — Фауна[7]
- Оксана Фёдорова — королева Клэрион[7]
- Екатерина Приморская — Иридесса
- Денис Некрасов — лорд Милори
- Алексей Борзунов — Дьюи
- Кирилл Запорожский — Иней
- Вера Русевич — Шпилька
- Юлия Горохова — Льдинка
- Олег Анищенко — Боббл
- Александр Стефанцов — Клэнк
- Анжела Белянская — фея Мэри

## Релиз
Версия direct-to-DVD выпущена на Blu-ray, Blu-ray 3D, DVD, а также для цифровой загрузки 23 октября 2012. Релизы на Blu-ray и Blu-ray 3D также содержат в качестве бонуса короткометражный мультфильм «Турнир Долины Фей» (англ. Pixie Hollow Games).